# Почтовые марки СССР
Почтовые марки Союза Советских Социалистических Республик — выпуски почтовых марок в СССР в период с 1923 по 1991 год.

## Выпуски почтовых марок
После образования Союза Советских Социалистических Республик на его территории, за исключением ЗСФСР, в обращении некоторое время продолжали находиться марки РСФСР.
|                                                                         |
| Уведомление о вручении СССР, франкированное марками РСФСР (август 1923) |

### Первые марки
Первые марки с надписью «Почта СССР», которая сохранялась на всех марках Советского Союза, были выпущены в августе 1923 года. Это была серия из четырёх коммеморативных зубцовых и беззубцовых марок, посвящённая открытию первой Всероссийской сельскохозяйственной и кустарно-промышленной выставки.
Эскизы подготовил художник Г. Пашков. Сюжеты миниатюр были следующими: «Жнец», «Сеятель», «Трактор» и «Общий вид выставки». Марки продавались только в крупных городах страны. Были изъяты из обращения 1 декабря 1923 года.

### Стандартные марки
В связи с переходом на золотую валюту в октябре 1923 — январе 1924 годов в обращение поступили марки первой стандартной серии СССР с изображением рабочего, крестьянина и красноармейца по скульптурным портретам, выполненным И. Шадром. Номиналы марок указывались в копейках золотом, поэтому среди филателистов серия известна под названием «Золотой стандарт».

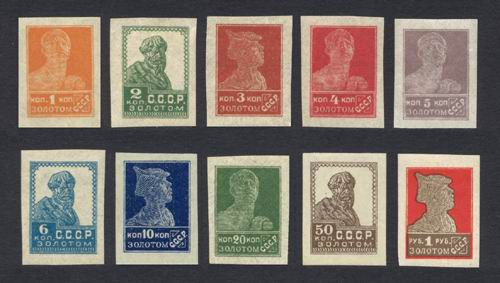
Первый стандартный выпуск — «Золотой стандарт» (1923, беззубцовый вариант)

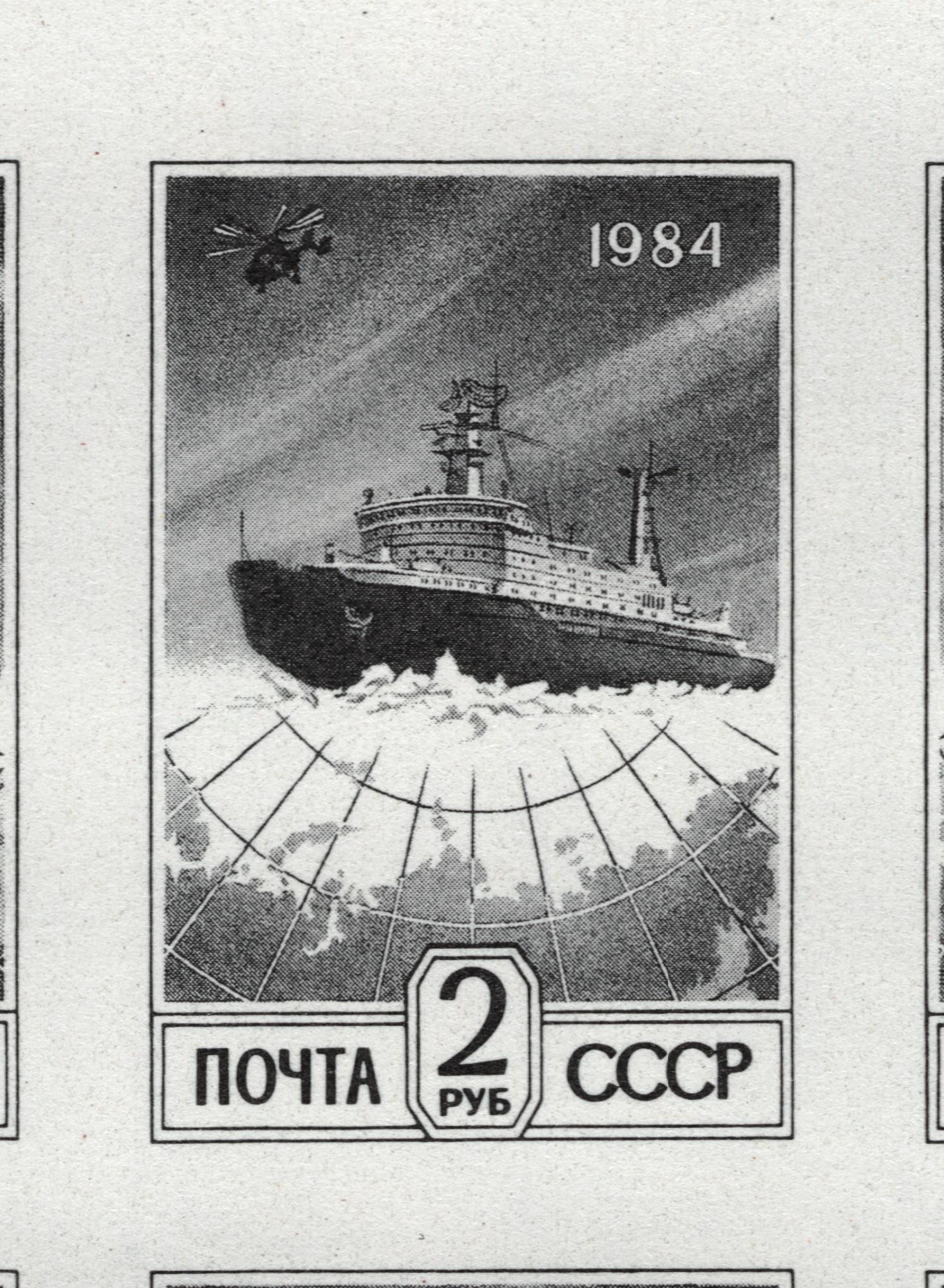
Последняя стандартная марка СССР (последняя — с надписью «Почта СССР»), 1992

Первый выпуск был отпечатан литографским способом на бумаге без водяных знаков и без зубцов. Серию неоднократно переиздавали — с зубцами и без зубцов, с водяным знаком и без него, марки печаталась литографским и типографскими способами. Всего состоялось 13 стандартных выпусков СССР — вплоть до 1992 года. Год выхода серии стал указываться на марках десятого выпуска.

### Почтовые блоки
Почтовые блоки советская почта стала выпускать с 1937 года. Первый блок, выпущенный в феврале 1937 года, был посвящён Всесоюзной Пушкинской выставке, проходившей в Москве. На нём были воспроизведены 2 марки номиналами в 10 и 50 копеек из серии, посвящённой памяти А. С. Пушкина, в изменённом цвете без зубцов. В почтовом отделении выставки блок гасился специальным штемпелем.
Последний почтовый блок СССР вышел в октябре 1991 года. Он посвящался «победе демократических сил 21 августа 1991 года». На марке блока художник Ю. Арцименев изобразил здание Дома Советов РСФСР и баррикады у его стен. На полях блока — памятный текст и российский триколор. Всего в Советском Союзе было выпущено 220 почтовых блоков.
| Почтовые блоки СССР                   | Почтовые блоки СССР                       |
| ------------------------------------- | ----------------------------------------- |
|                                       |                                           |
| 1937: первый (ЦФА [АО «Марка»] № 542) | 1991: последний (ЦФА [АО «Марка»] № 6370) |

### Последние эмиссии
В середине 1991 года состоялось Всесоюзное совещание по разработке концепции единой эмиссионной политики государственных знаков почтовой оплаты СССР, на котором присутствовали руководители Министерства связи СССР, Издатцентра «Марка», Союза филателистов СССР и полномочные представители союзных республик. На совещании был принят документ, согласно которому планировалось издавать не более 80 почтовых марок в год, из них 60 для республик (по 4 марки на каждую республику), 20 марок общесоюзной тематики. Указанные марки должны были издаваться с атрибутикой «Почта СССР» и символикой республики. При Министерстве связи СССР планировалось создание комиссии по почтовым эмиссиям, основными задачей которой должно было быть определение тематического плана издания почтовых марок. В состав создаваемой комиссии должны были войти представители Минсвязи СССР, ИТЦ «Марка», Союза филателистов СССР и по два представителя от каждой республики, от Латвии, Литвы и Эстонии с правом совещательного голоса. В связи с последующими событиями и распадом Советского Союза, этот документ так и не был реализован.
Последние марки почты СССР — серия из четырёх миниатюр, посвящённая отечественным историкам (В. Н. Татищеву, Н. М. Карамзину, С. М. Соловьёву и В. О. Ключевскому), вышла 12 декабря 1991 года. Последний знак почтовой оплаты с надписью «Почта СССР» — беззубцовая миниатюра из 12-го стандартного выпуска почтовых марок СССР с изображением атомного ледокола в полярных льдах, был эмитирован 20 апреля 1992 года.
| Последние почтовые марки СССР (1991)    | Последние почтовые марки СССР (1991)     | Последние почтовые марки СССР (1991)     | Последние почтовые марки СССР (1991)       |
| --------------------------------------- | ---------------------------------------- | ---------------------------------------- | ------------------------------------------ |
|                                         |                                          |                                          |                                            |
| В. Н. Татищев (ЦФА [АО «Марка»] № 6377) | Н. М. Карамзин (ЦФА [АО «Марка»] № 6378) | С. М. Соловьёв (ЦФА [АО «Марка»] № 6379) | В. О. Ключевский (ЦФА [АО «Марка»] № 6380) |

На территории России почтовые марки СССР были изъяты из почтового обращения в два этапа приказами Минсвязи России от 17 сентября 1992 года № 318 и от 2 августа 1993 года № 186.

### Тематика
Тематика почтовых марок Советского Союза имела ярко выраженную общественную направленность. Присутствие общественно-политической тематики являлось сущностью и основным содержанием советского коллекционирования. Так, в ноябре 1929 года была издана серия марок «За индустриализацию СССР» (ЦФА [АО «Марка»] № 347—350), на которых были помещены такие призывы: «За снижение себестоимости, за трудовую дисциплину, за улучшение качества продукции», «Поднимем урожайность на 35 %», «Больше металла — больше машин!» и т. п. Эти марки пропагандировали основные задачи, которые ставились ВКП(б) в борьбе за индустриализацию страны.

Серия «За индустриализацию СССР» (1929)
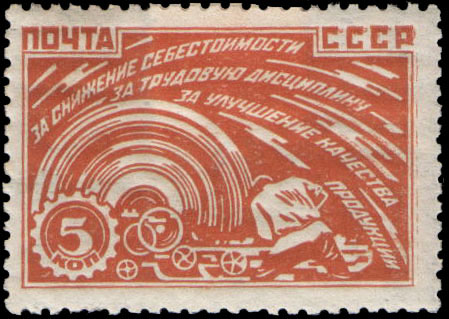
Рабочий у станка (ЦФА [АО «Марка»] № 347)
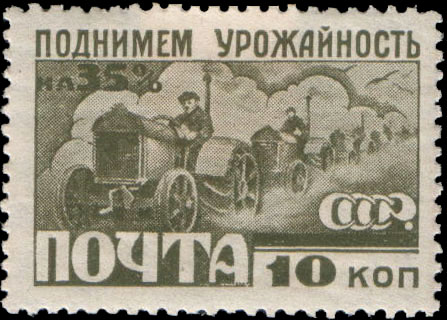
Тракторная колонна (ЦФА [АО «Марка»] № 348)
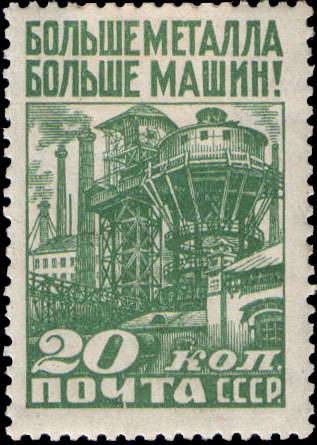
Домны (ЦФА [АО «Марка»] № 349)
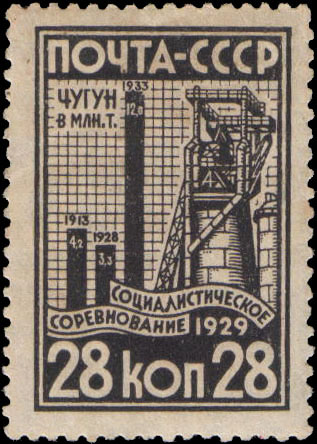
Индустриальный пейзаж (ЦФА [АО «Марка»] № 350)

На советских марках, цельных и целых вещах, специальных гашениях последующих десятилетий были отображены все этапы истории страны: подвиг советского народа в Великой Отечественной войне, послевоенное восстановление и развитие народного хозяйства СССР, пятилетние планы, успехи в подъёме сельского хозяйства, науки и техники, решения партии и партийных форумов, организующая роль КПСС, борьба за мир и международное сотрудничество, продвижение идей марксизма-ленинизма.

Съезды КПСС на почтовых марках СССР
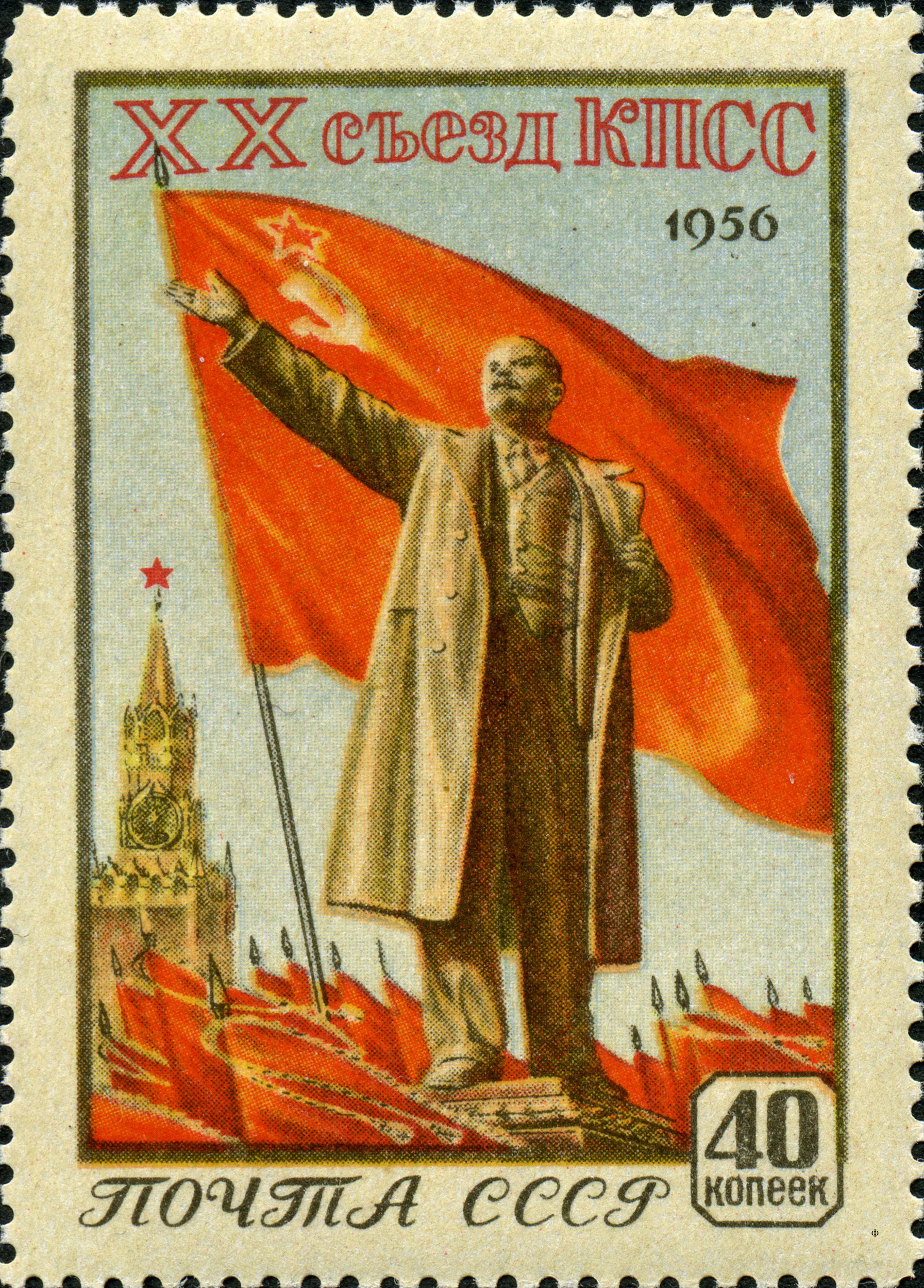
XX съезд, 1956 (ЦФА [АО «Марка»] № 1865) — первый партийный съезд, отмеченный выпуском марок
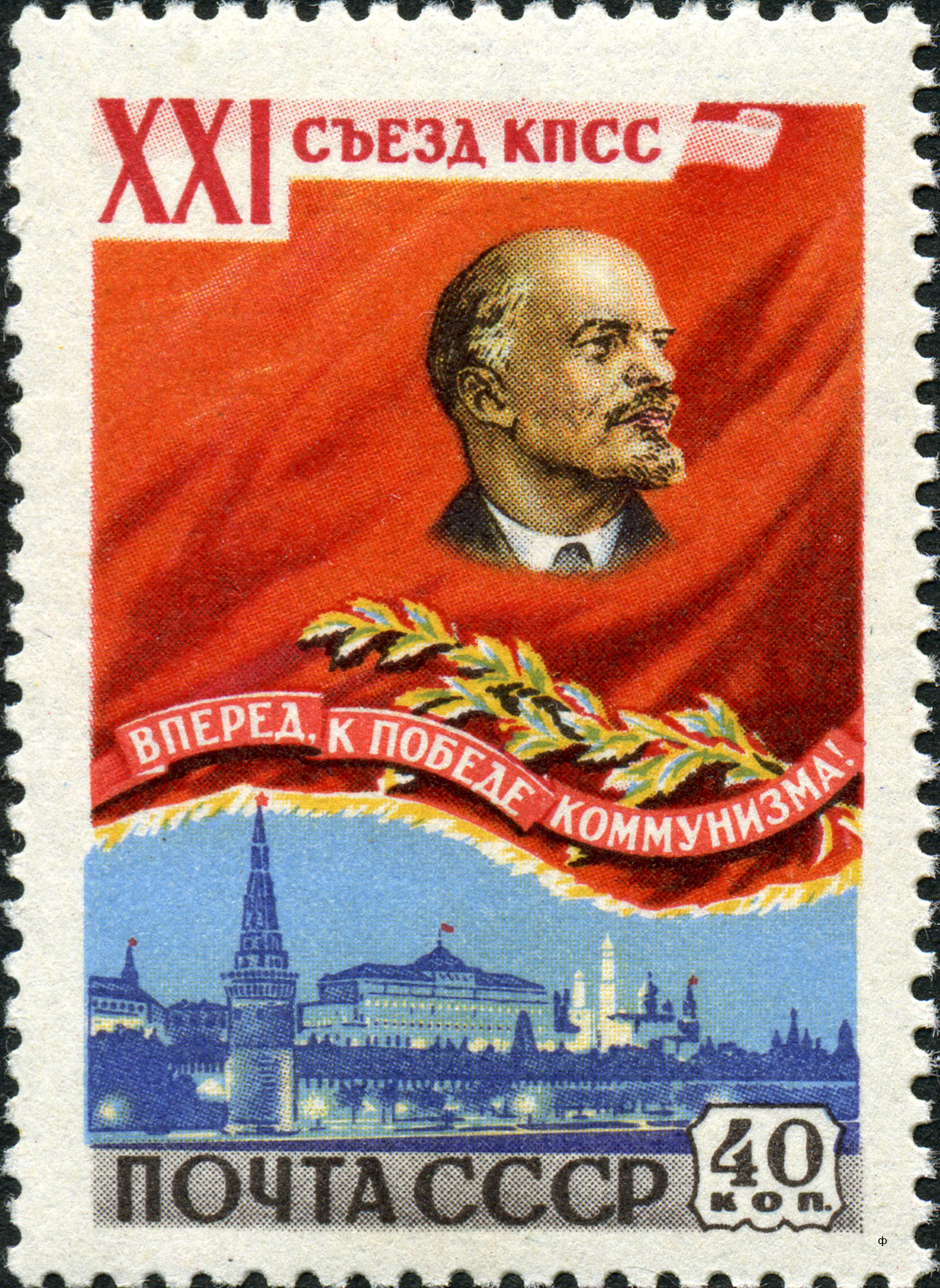
XXI съезд, 1959 (ЦФА [АО «Марка»] № 2273)
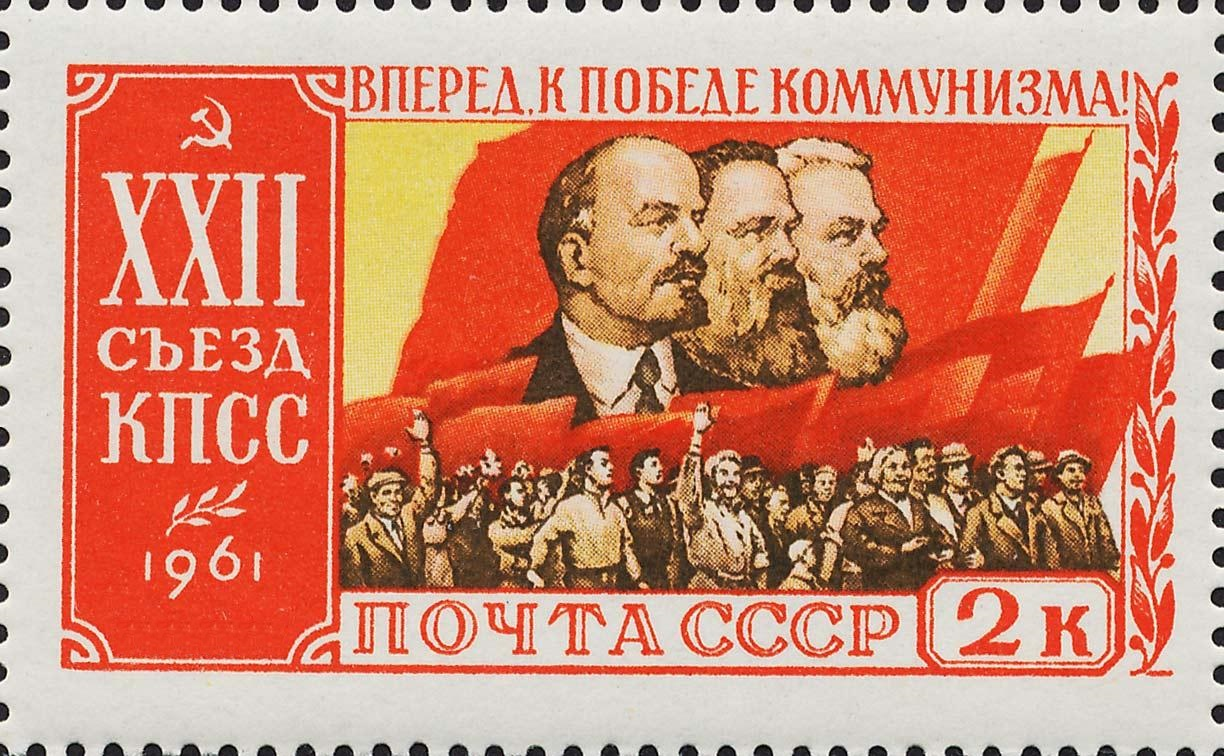
XXII съезд, 1961 (ЦФА [АО «Марка»] № 2619)
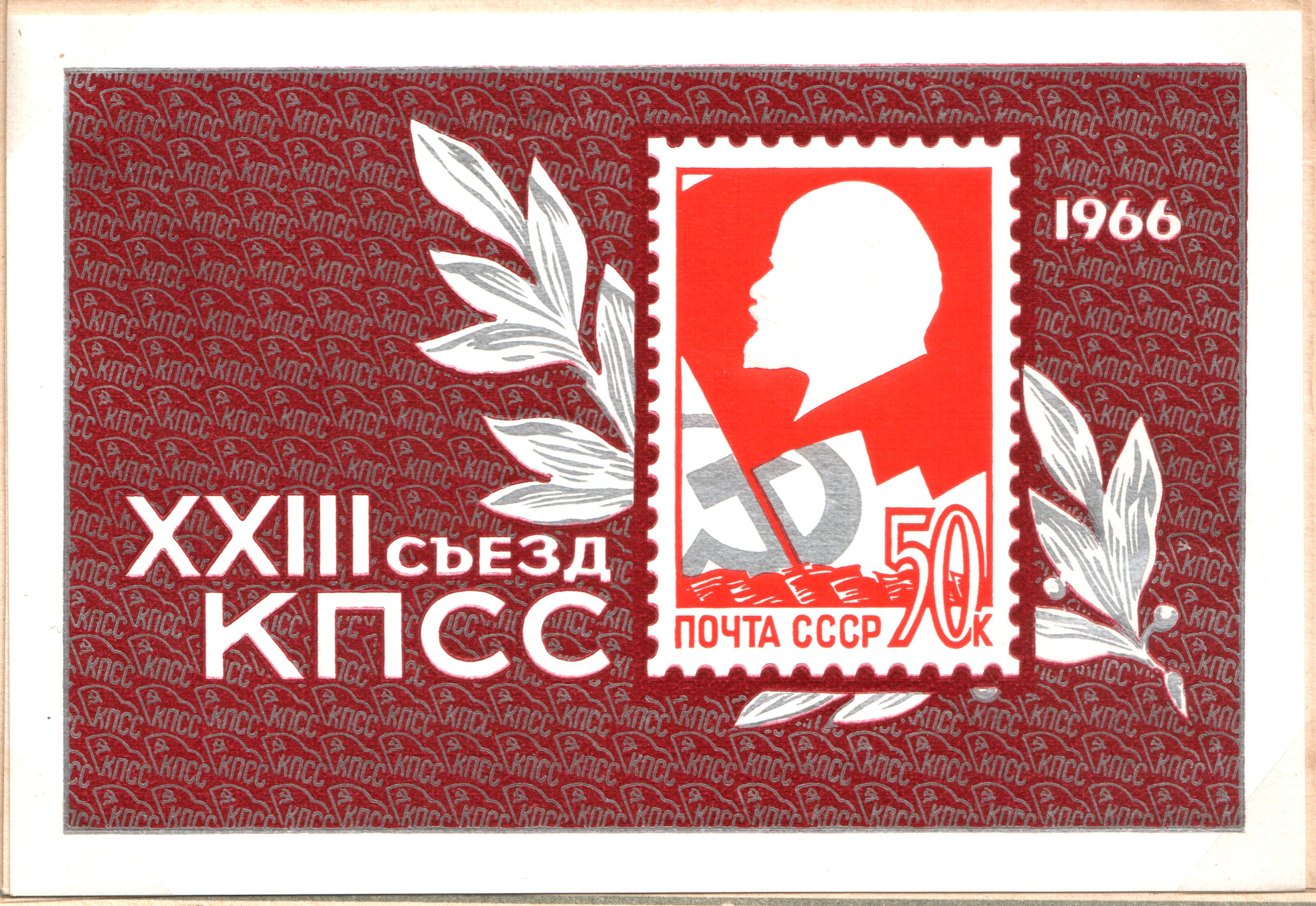
XXIII съезд, почтовый блок, 1966 (ЦФА [АО «Марка»] № 3330)

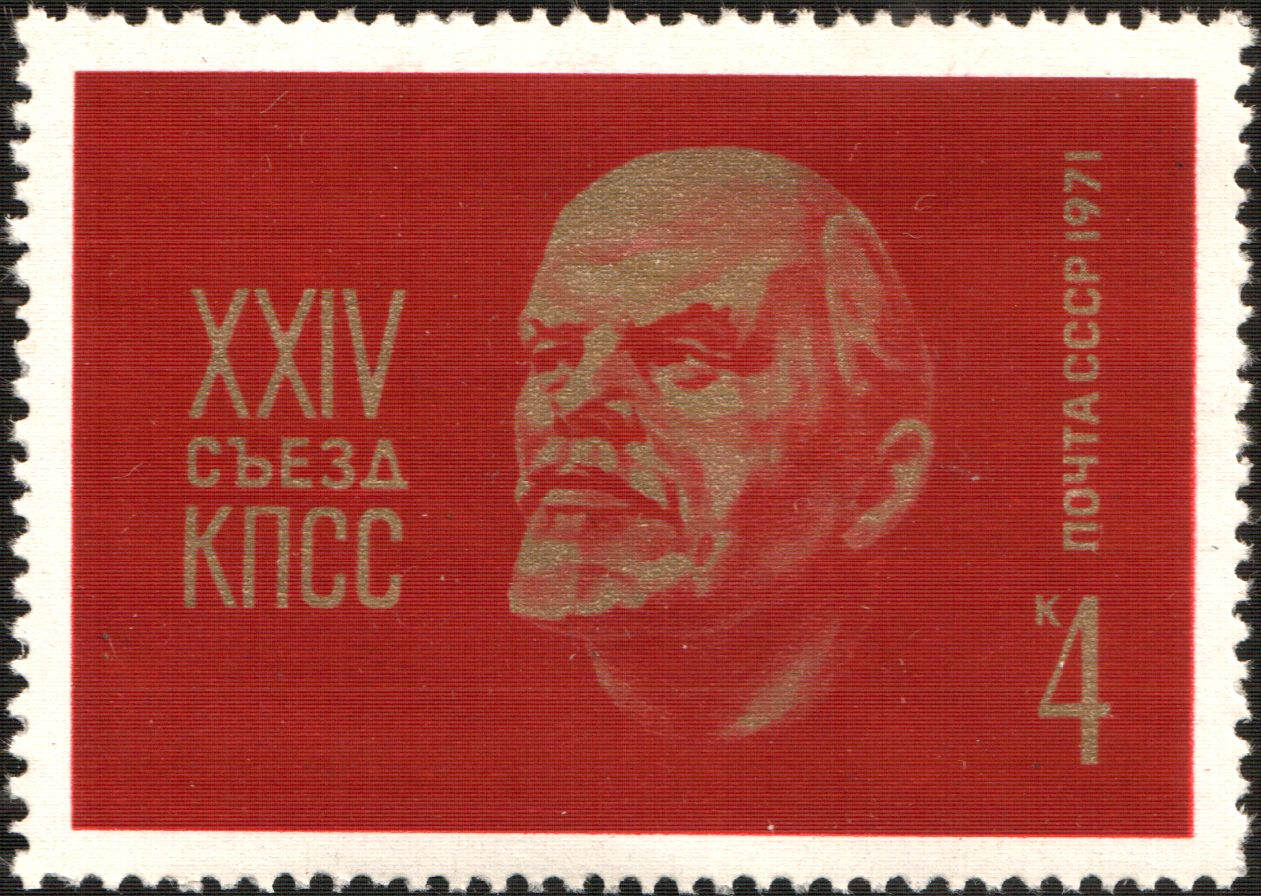
XXIV съезд, 1971 (ЦФА [АО «Марка»] № 3966)
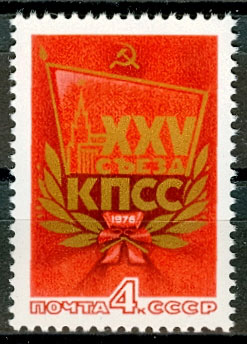
XXV съезд, 1976 (ЦФА [АО «Марка»] № 4543)
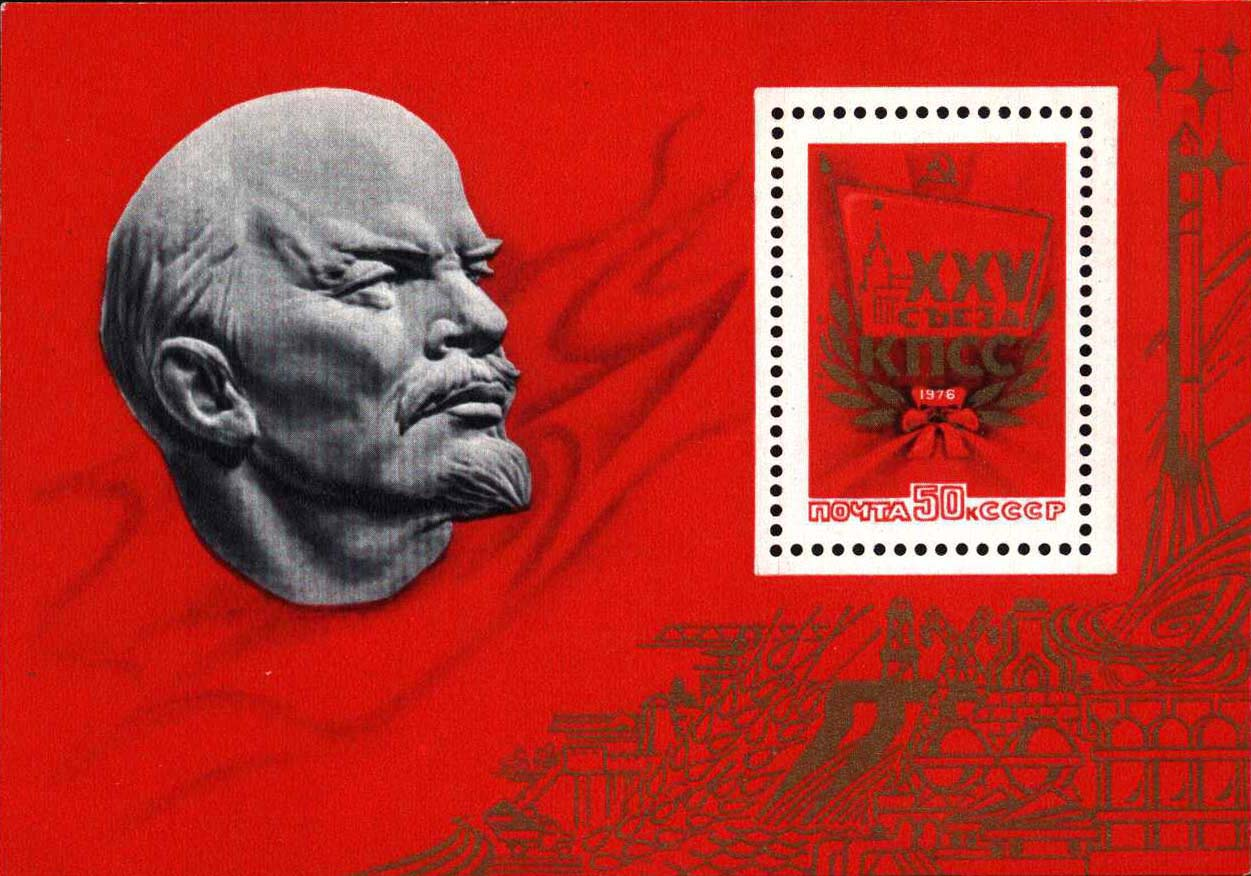
То же, почтовый блок (ЦФА [АО «Марка»] № 4544)

Среди многих других тематических выпусков знаков почтовой оплаты СССР можно упомянуть новогодние марки, которые впервые появились в декабре 1962 года (ЦФА [АО «Марка»] № 2802—2803) и регулярно издавались каждый год. Они также отражали успехи и достижения советского народа.

Примеры новогодних марок СССР
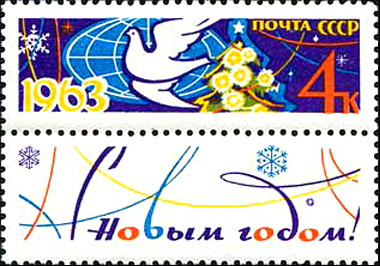
1962: марка из первого новогоднего выпуска, с зубцами (ЦФА [АО «Марка»] № 2803). Голубь мира и новогодняя ёлка
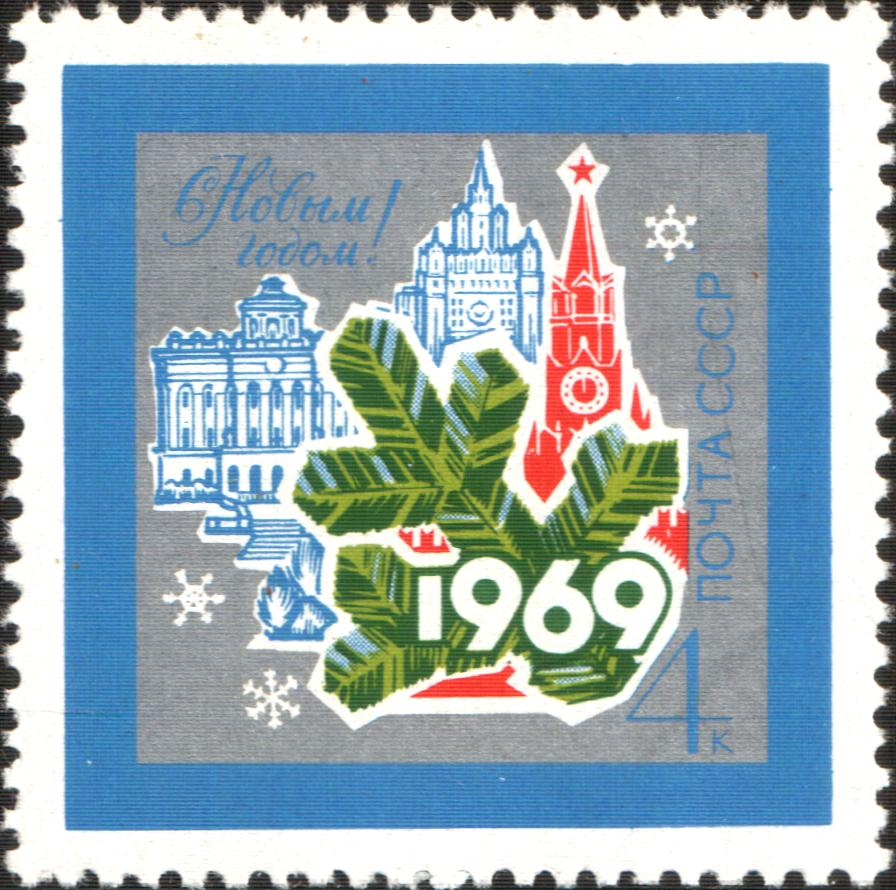
1968: ветка новогодней ёлки на фоне здания Государственной библиотеки СССР, здания МИД СССР и Спасской башни Кремля (ЦФА [АО «Марка»] № 3698)
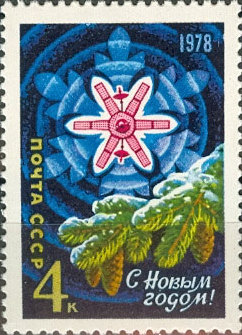
1977: еловая ветка и спутник связи «Молния» (ЦФА [АО «Марка»] № 4766)

## Другие виды почтовых марок

### Авиапочтовые
Министерство связи СССР выпускало очень небольшое количество авиапочтовых марок, поскольку в СССР разрешалась оплата авиапочтовых отправлений марками обычных выпусков. Кроме того, в стандартных и памятных выпусках имелись марки с номиналами, соответствующими тарифам авиапочтовых отправлений.

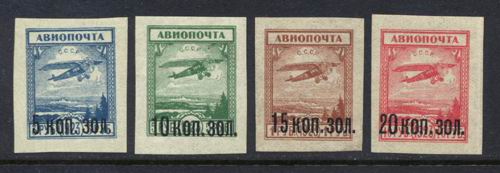
Первая серия авиапочтовых марок СССР, 1924

Первые авиапочтовые марки СССР были подготовлены в октябре 1923 года, однако в связи с наступлением осени и прекращением полётов до весны в обращение не поступили. Весной 1924 года из-за изменения валюты и вместе с ней почтовых тарифов, марки были надпечатаны новой стоимостью — 5, 10, 15 и 20 копеек золотом и использовались для оплаты почтовых отправлений, пересылаемых авиапочтой. Это была первая серия стандартных авиапочтовых марок. В 1926—1927 годах они были разосланы по разным почтовым отделениям и использовались как обычные марки.
Памятные авиапочтовые марки выходили в 1930, 1931 году и т. д., последние — в 1955 году.

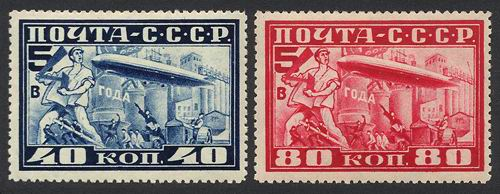
Первая памятная серия авиапочтовых марок СССР (1930): прилёт дирижабля ЛЦ-127 в Москву. Рисунок по плакату Василия Костяницына «Даёшь пятилетку в четыре года!»

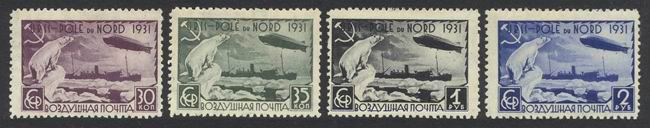
Серия памятных авиапочтовых марок СССР (1931): арктический рейс ледокола «Малыгин», встреча ледокола с дирижаблем ЛЦ-127

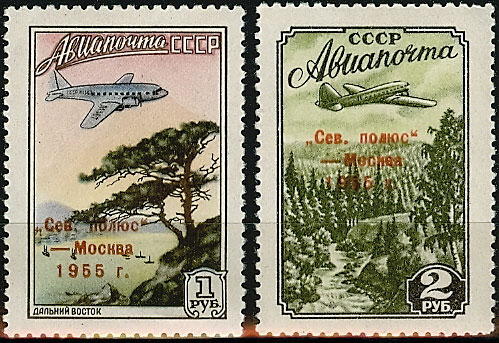
Последняя памятная серия авиапочтовых марок СССР (1955): надпечатка «Сев. полюс — Москва 1955 г.»

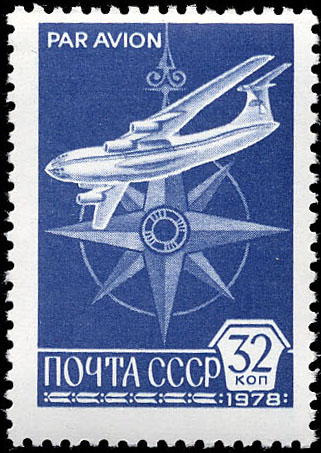
Стандартная авиапочтовая марка СССР, 1978

В августе 1978 года в 12-м стандартном выпуске имелась марка номиналом 32 копейки. Марка была выпущена на простой и мелованной бумаге. На ней изображены самолёт Ил-76, роза ветров и дана надпись фр. «Par avion». Она предназначалась для оплаты пересылки простых авиаписем в несоциалистические страны. Авиапочтовые марки издавались вплоть до 1979 года. После отмены с 1 февраля 1983 года деления внутренних почтовых отправлений на авиаотправления и отправления наземной почты, потребность в них отпала.

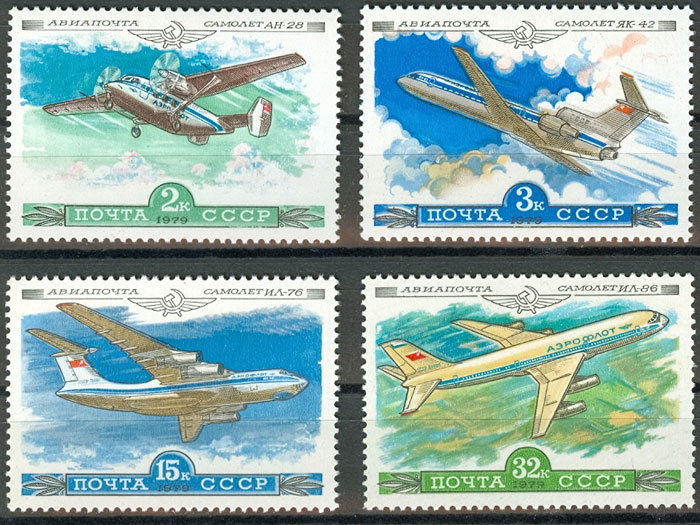
Марки из последней авиапочтовой серии СССР, 1979

### Почтово-благотворительные
В ноябре 1924 года в связи с наводнением в Ленинграде была выпущена первая серия почтово-благотворительных марок. На марках РСФСР были сделаны надпечатки «СССР пострадавшему от наводнения Ленинграду» и «СССР. Ленинградскому пролетариату. 23.IX.1924», а также нового номинала с дополнительным сбором в фонд помощи. Эти марки продавались только в крупных городах.
Последний почтово-благотворительный выпуск СССР был осуществлён в августе 1991 года. Дополнительный сбор шёл в пользу Советского фонда культуры. На миниатюре художник М. Осколков изобразил колокол, а под ним колокольню из села Кулига-Дракованово, звонница церкви Успения у Парома в Пскове, звонница Успенского собора Ростовского Кремля и в центре композиции — колокольню «Иван Великий» в Московском Кремле.
| Почтово-благотворительные марки СССР  | Почтово-благотворительные марки СССР      |
| ------------------------------------- | ----------------------------------------- |
|                                       |                                           |
| 1924: первая (ЦФА [АО «Марка»] № 207) | 1991: последняя (ЦФА [АО «Марка»] № 6346) |

### Доплатные
В 1924—1925 годах в Советском Союзе использовались доплатные марки. Первая серия доплатных марок, состоящая из девяти номиналов, поступила в обращение в 1924 году. Это были первые марки РСФСР с надпечаткой нового номинала (например, «Доплата 1 коп. золотом») двух типов. Все доплатные марки с надпечатками были изъяты из обращения 30 апреля 1925 года и заменены марками с оригинальным рисунком.

Примеры доплатных марок СССР
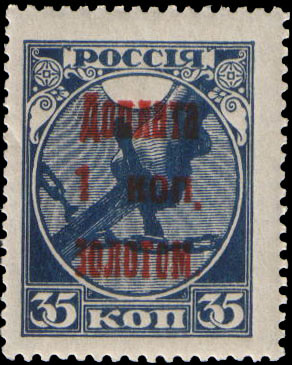
1924, надпечатка «Доплата 1 коп. золотом» на 35-копеечной первой марке РСФСР
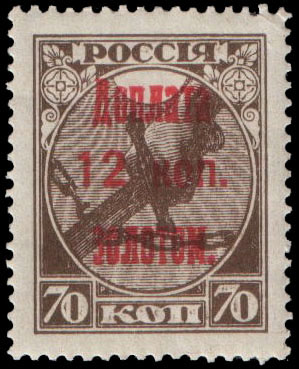
1924, надпечатка «Доплата 12 коп. золотом» на 70-копеечной первой марке РСФСР
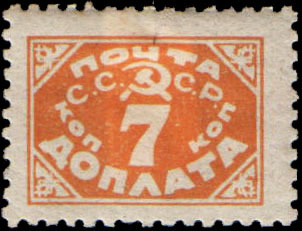
1925, 7 копеек

Использование доплатных марок было отменено с 1 февраля 1926 года. В дальнейшем доплата взыскивалась наличными и на конвертах помечалась специальным штампом с надписью «Доплатить» или «Доплата».

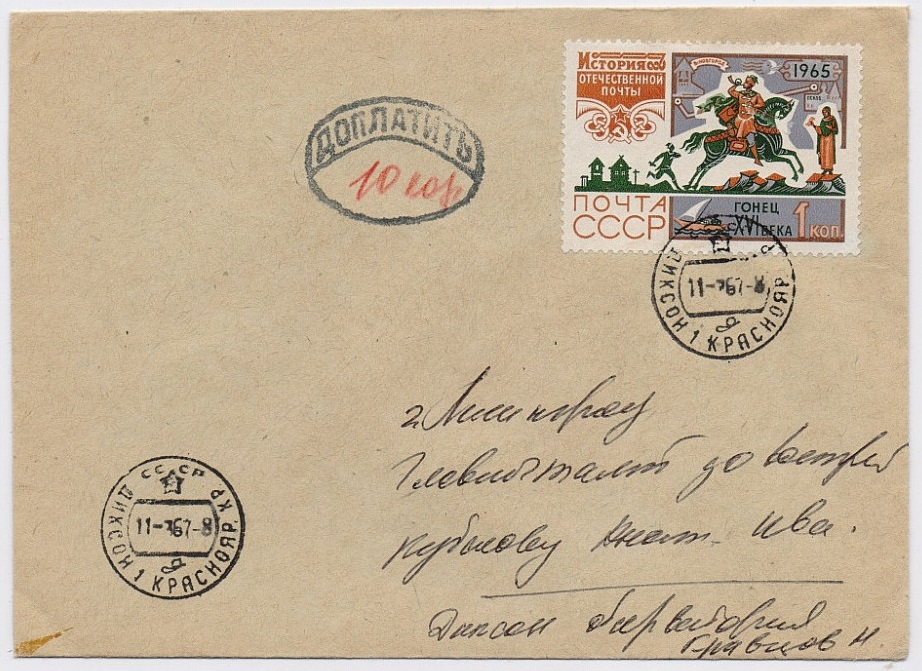
Штамп «Доплатить» с вписанной от руки суммой «10 коп» на конверте, отправленном в 1967 году из Диксона в Ленинград и франкированном 1-копеечной маркой СССР

### Марки контрольного сбора
Марки контрольного сбора по заграничному филателистическому обмену выпускались в СССР в 1922—1933 годах. На марках РСФСР первых выпусков, почтово-благотворительных марках России 1914—1916 годов и на страховых марках России были сделаны надпечатки различных текстов, например, на последнем выпуске 1932—1933 годов «С. Ф. А. Контроль заграничного обмена» и нового номинала. Использовались для взыскания сбора с обменных почтовых отправлений. Всего было эмитировано шесть выпусков, включающие в себя в общей сложности 29 марок. Они изымались из употребления по мере замены очередным выпуском. Последние были изъяты обращения в 1938 году.

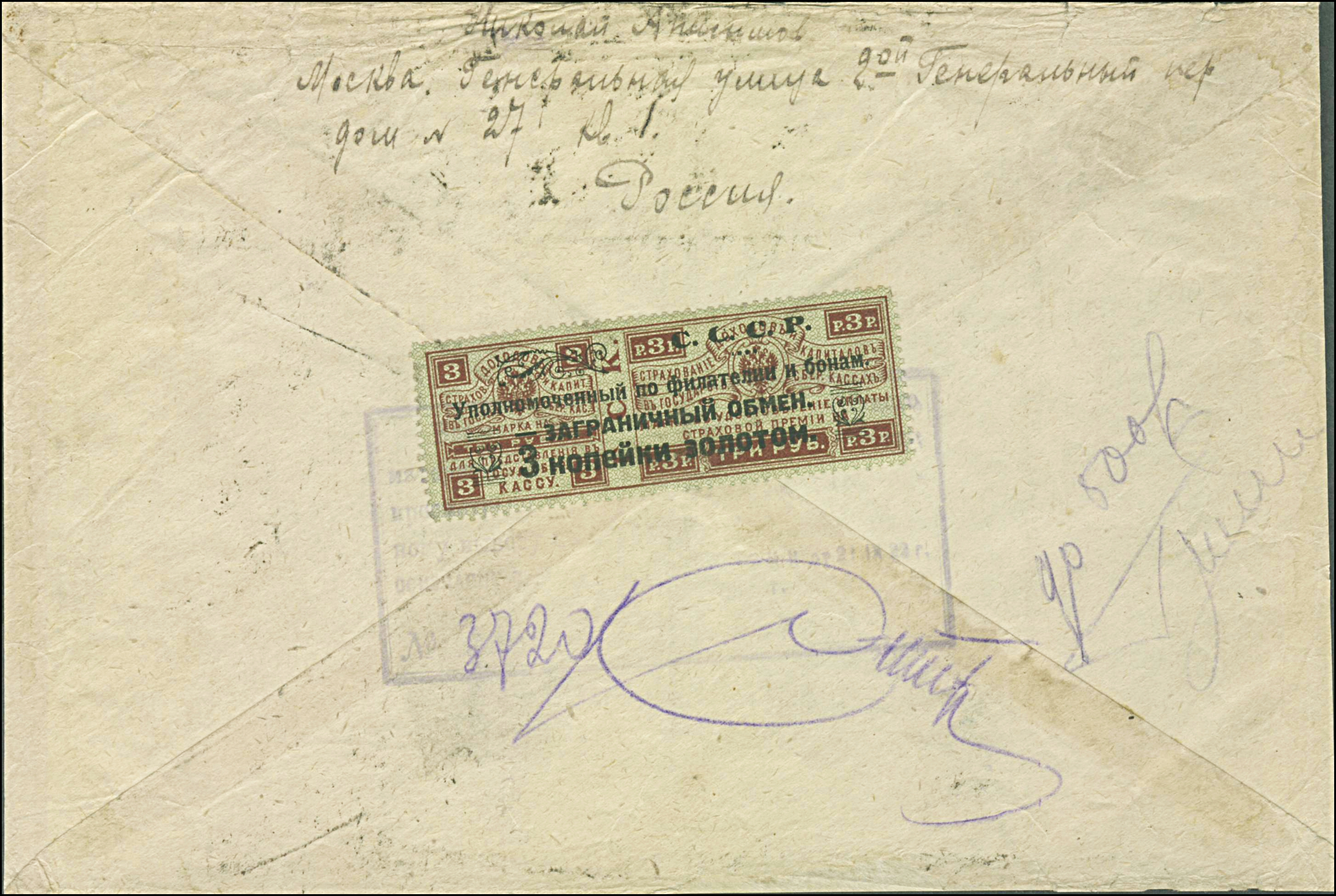
1923: марка контрольного сбора по заграничному обмену ОУФБ на конверте, отправленном в 1924 году из Москвы в Чехословакию

### Спешные
В апреле 1932 года были выпущены три марки спешной почты с изображением транспортных средств для оплаты экспрессных почтовых отправлений. На миниатюрах надпись «Спешная почта. Express».

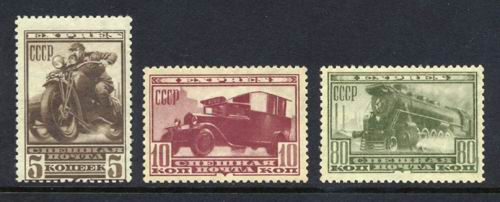
Спешные марки СССР (1932). Художник И. Дубасов

Авиапочтовые экспрессные марки номиналами в 50 копеек и 1 рубль были выпущены в том же году. Они посвящались второму Международному полярному году и были предназначены для оплаты корреспонденции, направленной 26 августа 1932 года специальным самолётом с Земли Франца Иосифа в Архангельск. Гасились эти марки специальным штемпелем с изображением самолёта и надписью «СССР. Земля Франца Иосифа». Кроме того, на конвертах ставился штамп с изображением летящего самолёта и надписью «Второй международный полярный год 1932—33. Первый воздушный полярный рейс 1932».

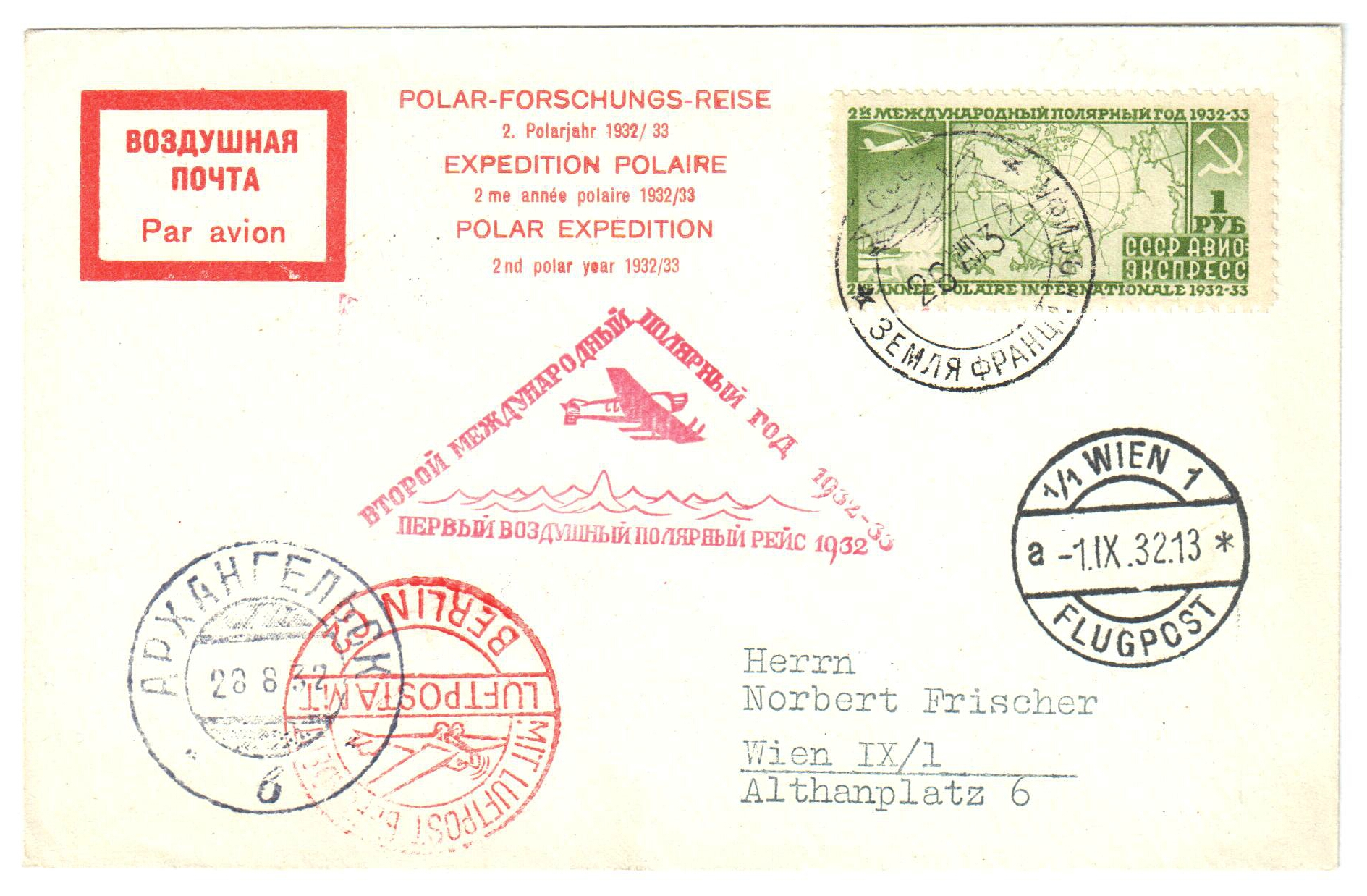
Конверт, франкированный авиапочтовой экспрессной маркой СССР в честь 2-го Международного полярного года, который был отправлен 26 августа 1932 года с Земли Франца Иосифа в Архангельск, а затем в Берлин и Вену и имеет оттиск треугольного штампа «Второй международный полярный год 1932—33. Первый воздушный полярный рейс 1932»

## Местные выпуски

### 1931 год
С 1 июня 1931 года в Советском Союзе установили новые тарифы на почтовые услуги. Это изменение застало врасплох многие почтовые отделения страны, не имевшие достаточного количества марок необходимых номиналов. В связи с этим корреспонденцию начали оплачивать несколькими марками мелкого номинала, что, в свою очередь, привело к быстрому истощению их запасов. В поисках выхода из сложившейся ситуации некоторые почтовые отделения вынуждены были делать надпечатки нового, нужного номинала или разрезать пополам имеющиеся в достаточном количестве марки (чаще по вертикали, реже — по горизонтали или диагонали), причём каждая половинка марки оценивалась в половину стоимости разрезанной марки.
Уже с первых дней введения нового тарифа стал ощущаться недостаток марок 15-копеечного достоинства в Центрально-чернозёмных областях. Чтобы обеспечить почтовые конторы марками указанного номинала в июле 1931 года в Тамбове был изготовлен ручной штемпель «15 коп.», которым была проведена надпечатка фиолетовой штемпельной краской на марках третьего стандартного выпуска в 10 копеек. Надпечатки встречаются по горизонтали или по диагонали марки. Провизорий известен с гашениями Тулинова Тамбовской области, Тамбова и Козлова (Мичуринска). Данный провизорный выпуск известен среди филателистов под названием «Тулиновка».
Восточно-Сибирский край имел много почтовых отделений и агентств, которые находились за сотни и тысячи километров от железной дороги, что усложняло снабжение почтовыми марками нужных номиналов. Так как изменение тарифов на корреспонденцию не было своевременно обеспечено доставкой марок требуемой стоимости, запасы 15-копеечных марок быстро истощились. Поэтому закрытые иногородние письма стали франкировать двумя марками в 5 и 10 копеек, а открытые — 5-копеечной маркой. Это привело к тому, что запасы пятикопеечных марок быстро иссякли и работники почты стали резать имеющиеся 10-копеечные марки.
Известны письма, франкированные 10-копеечной маркой и половинкой марки стандартной серии (ЦФА [АО «Марка»] № 320), либо половинкой марки из серии 25-летия революции 1905 года (ЦФА [АО «Марка»] № 367) со штемпелями отправления: Усть-Кара, Сретенск, Шахтома, Копунское п. о.

## Выпуски цельных и целых вещей

### Маркированные конверты
Первый советский маркированный конверт, с надписью на шести языках «Закрытое письмо», поступил в обращение в 1927 году.

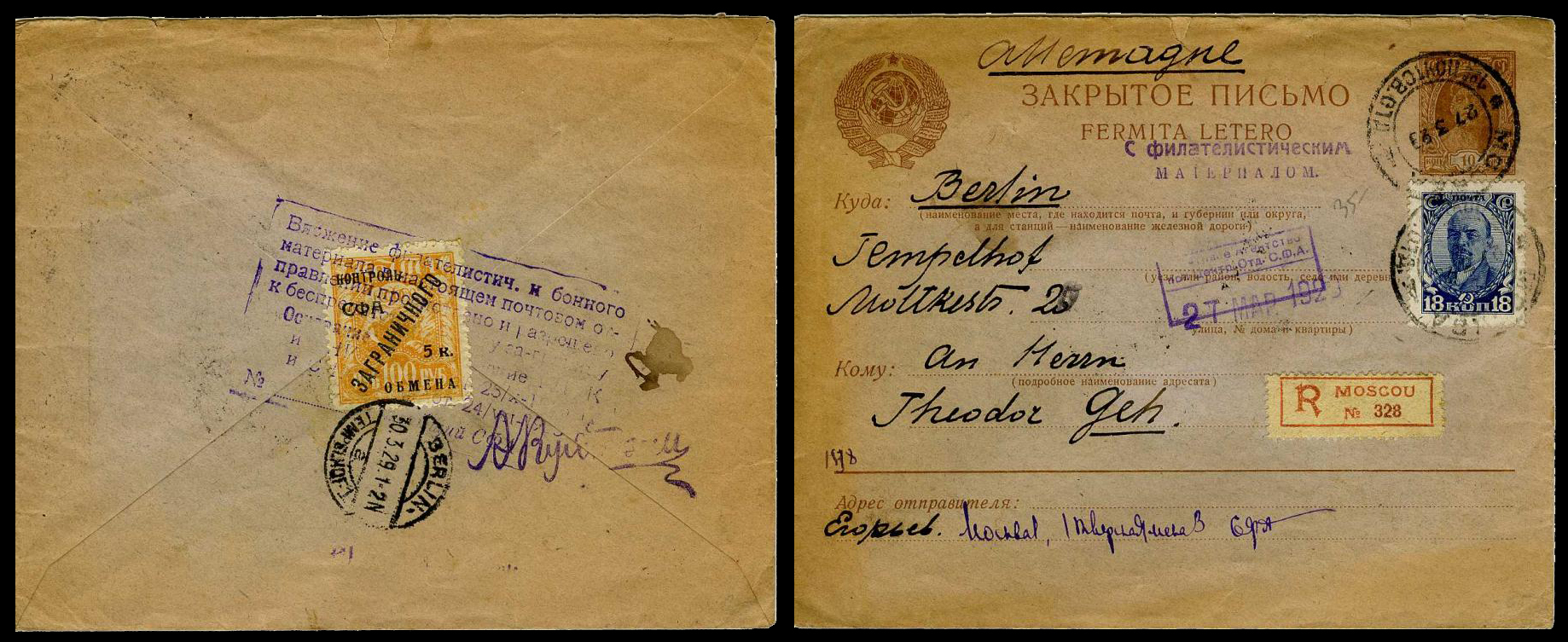
Маркированный конверт СССР с надписью «Закрытое письмо» на русском языке и эсперанто, который был отправлен в 1929 году из Москвы в Берлин в виде заказного письма с вложением филателистического материала, прошедшего контроль СФА, о чём свидетельствуют марка контрольного сбора по заграничному обмену (на обороте) и другие отметки

В 1931 году были выпущены первые иллюстрированные конверты с рекламами «Интуриста». В 1932—1935 годах выпускались политико-агитационные иллюстрированные конверты. Всего их вышло около 300 штук.

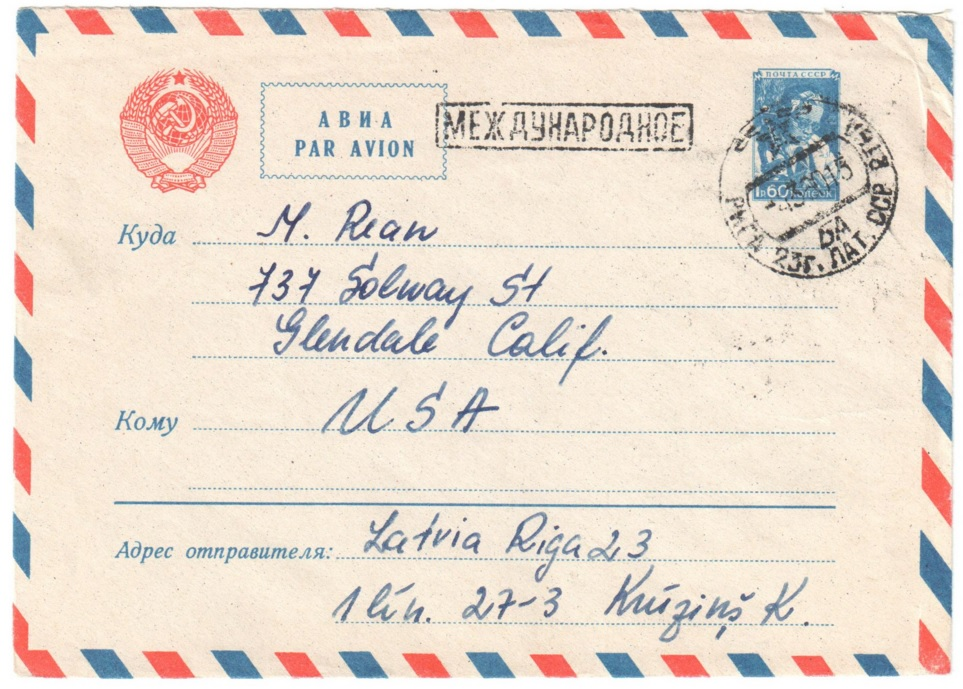
Авиапочтовый маркированный конверт СССР, который был отправлен в 1960 году из Риги в США в виде международного письма

С ноября 1953 года Минсвязи СССР начало регулярный выпуск художественных маркированных конвертов (ХМК). На первом ХМК художник С. Поманский изобразил спортивные яхты. Выпуск ХМК со знаками почтовой оплаты СССР продолжался до апреля 1992 года. Существуют различные варианты ХМК, которые различаются цветом рисунка, выходными данными, бумагой и т. п.

Примеры художественных маркированных конвертов (ХМК) СССР 1950-х годов
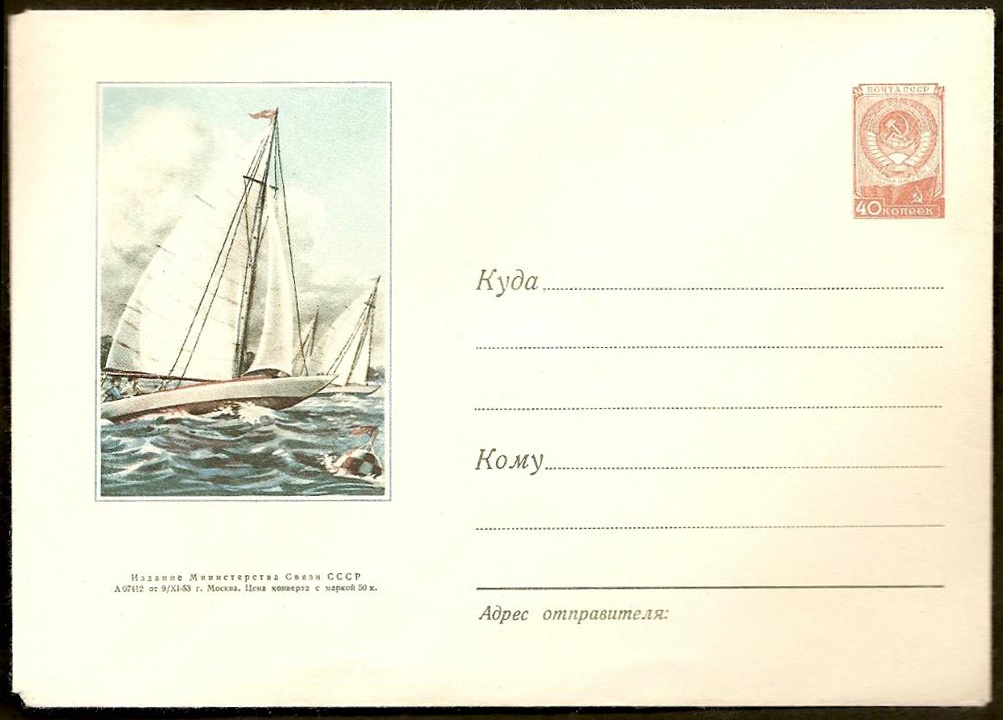
1953: первый ХМК СССР
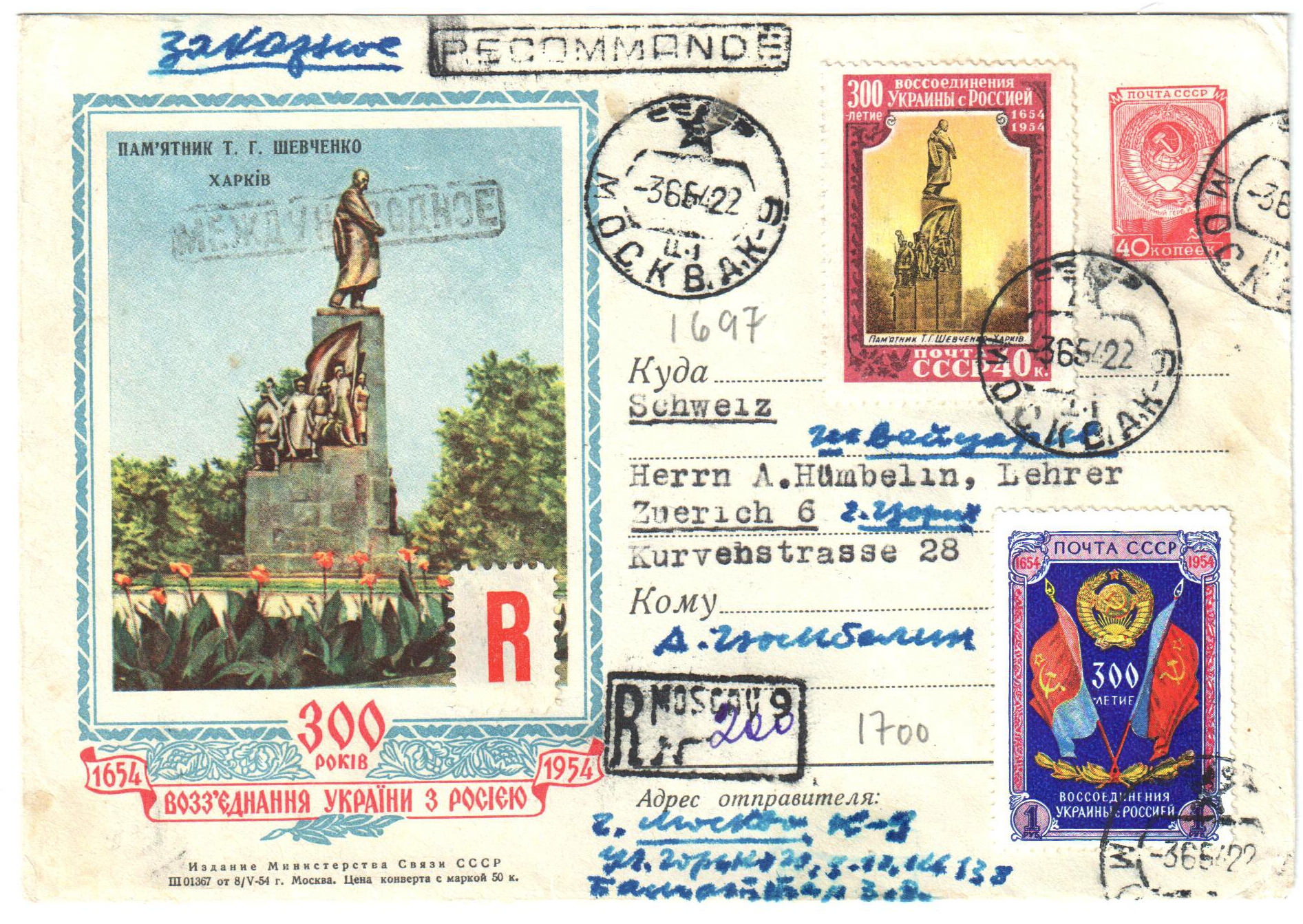
1954: ХМК в честь 300-летия воссоединения Украины с Россией, на котором запечатлён памятник Т. Г. Шевченко в Харькове. Заказное письмо отправлено из Москвы в Цюрих и дополнительно франкировано двумя марками СССР, посвящёнными тому же событию, на одной из которых изображён тот же памятник
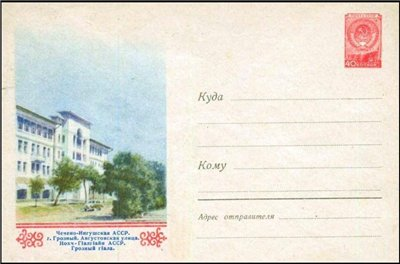
1958: Чечено-Ингушская АССР, Грозный, Августовская улица (ныне проспект Владимира Путина)

### Конверты первого дня
Регулярный выпуск конвертов первого дня (КПД) советская почта начала в 1968 году. С этого же времени она стала систематически использовать гашения первого дня. Первый КПД был выпущен для новогодней марки, поступившей в обращение 1 декабря 1968 года, к предстоящему 1969 году. Вначале КПД выпускались лишь для некоторых серий, затем число их стало увеличиваться. С 1981 года они выпускались для всех новых марок. До января 1981 года было выпущено более 500 конвертов первого дня.

Примеры конвертов первого дня СССР 1980-х годов
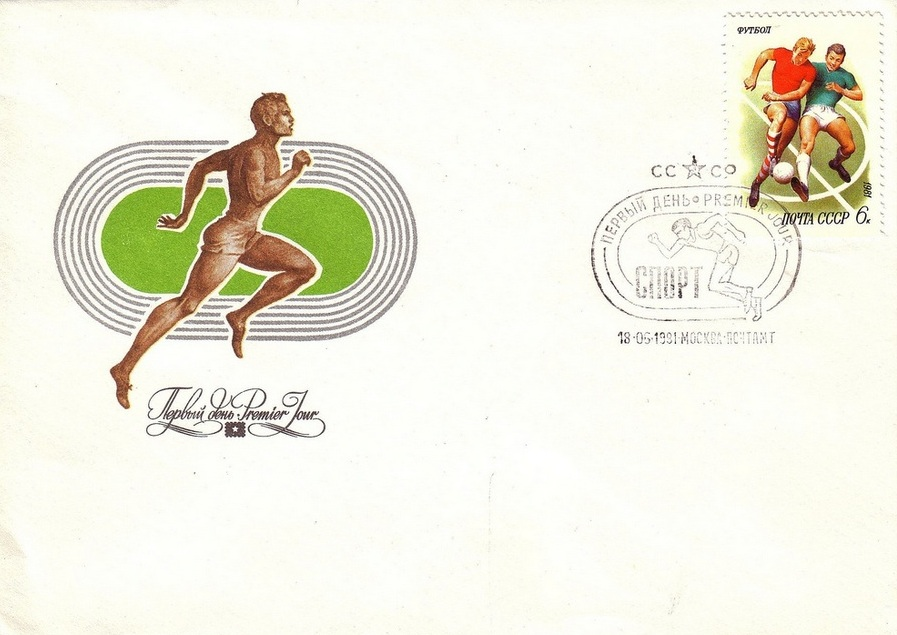
Спорт. Футбол (1981)
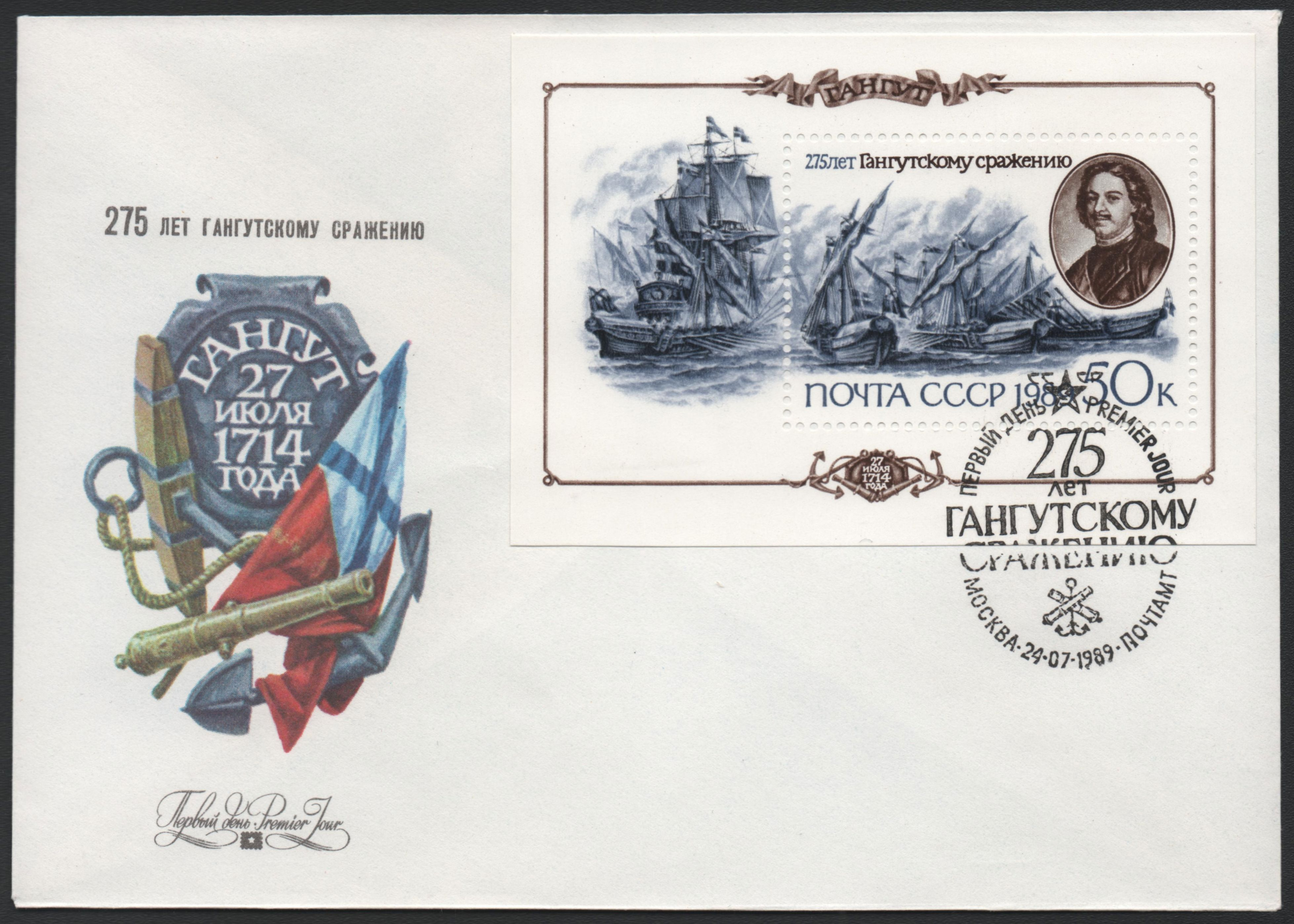
275 лет Гангутскому сражению (1989)

## Развитие филателии

В ранний период, с 1923 года по июнь 1941 года, филателистическое движение в СССР строилось и развивалось в рамках Всероссийского общества филателистов (впоследствии Всесоюзного общества коллекционеров). В последующие 15 лет общесоюзная филателистическая организация отсутствовала, лишь в некоторых городах поддерживалась работа кружков и клубов.
В 1957 году в Москве учредили Московское городское общество коллекционеров (ныне Союз московских филателистов). Наконец в марте 1966 года было организовано Всесоюзное общество филателистов (ВОФ; позднее Союз филателистов СССР), которое просуществовало до 1992 года. Печатным органом ВОФ был журнал «Филателия СССР», а также издавался ежегодник «Советский коллекционер».
В советские годы наблюдалось дальнейшее развитие Центрального музея связи имени А. С. Попова, в котором хранилась и преумножалась Государственная коллекция знаков почтовой оплаты, включающая почтовые марки и цельные вещи дореволюционной России, СССР и всех стран мира.

## Тематические списки
Имеются следующие тематические списки почтовых марок СССР.
- Многолетние серии коммеморативных марок СССР.
- Список авторов почтовых марок СССР.
- Список многоязычных почтовых марок СССР.